# 下奇夫利克市鎮

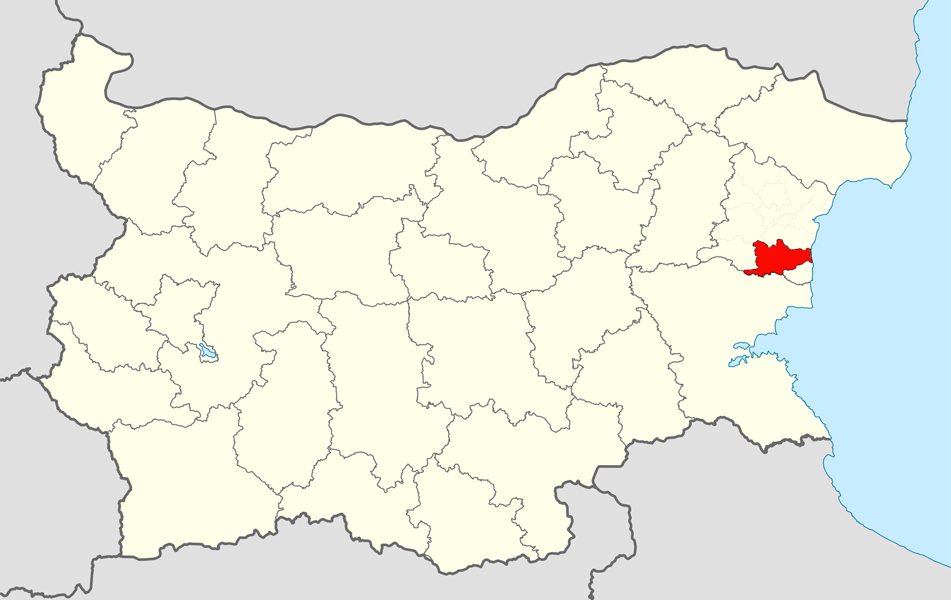

42°58′N 27°41′E / 42.967°N 27.683°E
下奇夫利克市，是保加利亞的城鎮，位於該國東北部，由瓦爾納州負責管轄，首府設於下奇夫利克，面積487平方公里，2009年人口19,316，人口密度每平方公里39.66人。